# Coppa delle Nazioni 1930
Il Torneo di Montreux 1930 fu la 9ª edizione della Coppa delle Nazioni; la manifestazione venne disputata in Svizzera nella città di Montreux dal 20 al 21 marzo 1921.

La competizione fu organizzata dal Montreux Hockey Club.

Il torneo fu vinto dallo Faversham Hockey Club per la 1ª volta nella sua storia.

## Squadre partecipanti
- ERC Stoccarda
- Faversham
- Liège
- Montreux
- Padova
- Stade Bordelais

## Svolgimento del torneo

### Risultati
| Montreux aprile 1930 | Faversham | 7 – 1 | Stade Bordelais |  |

| Montreux aprile 1930 | Faversham | 3 – 0 | ERC Stoccarda |  |

| Montreux aprile 1930 | Faversham | 3 – 1 | Montreux |  |

| Montreux aprile 1930 | Faversham | 7 – 1 | Padova |  |

| Montreux aprile 1930 | Faversham | 8 – 0 | Liège |  |

| Montreux aprile 1930 | Stade Bordelais | 2 – 1 | ERC Stoccarda |  |

| Montreux aprile 1930 | Stade Bordelais | 5 – 3 | Montreux |  |

| Montreux aprile 1930 | Stade Bordelais | 8 – 1 | Padova |  |

| Montreux aprile 1930 | Stade Bordelais | 7 – 1 | Liège |  |

| Montreux aprile 1930 | ERC Stoccarda | 4 – 1 | Montreux |  |

| Montreux aprile 1930 | ERC Stoccarda | 6 – 1 | Padova |  |

| Montreux aprile 1930 | ERC Stoccarda | 2 – 1 | Liège |  |

| Montreux aprile 1930 | Montreux | 7 – 2 | Padova |  |

| Montreux aprile 1930 | Montreux | 3 – 0 | Liège |  |

| Montreux aprile 1930 | Padova | 3 – 3 | Liège |  |

### Classifica
|    | Squadra         | PT | G | V | N | P | GF | GS | Diff. |
| -- | --------------- | -- | - | - | - | - | -- | -- | ----- |
| 1. | Faversham       | 10 | 5 | 5 | 0 | 0 | 28 | 3  | +25   |
| 2. | Stade Bordelais | 8  | 5 | 4 | 0 | 1 | 23 | 13 | +10   |
| 3. | ERC Stoccarda   | 6  | 5 | 3 | 0 | 2 | 13 | 8  | +5    |
| 4. | Montreux        | 4  | 5 | 2 | 0 | 3 | 15 | 14 | +1    |
| 5. | Padova          | 1  | 5 | 0 | 1 | 4 | 8  | 31 | -23   |
| 6. | Liège           | 1  | 5 | 0 | 1 | 4 | 5  | 23 | -18   |

## Campioni
| Vincitore Torneo di Montreux 1930 |
| --------------------------------- |
| Faversham Hockey Club 1º titolo   |